# Туотило
Туотило, также Туотилон, Тотило (лат. Tuotilo, Tutilo, около 850, Ирландия или Германия — 28 марта или 27 апреля, 915 или 913, Санкт-Галлен) — бенедиктинский монах, насельник Санкт-Галленского монастыря, поэт, художник, скульптор, музыкант. В монастыре Святого Галла почитался литургически в XIII—XVIII веках (как полагает часть исследователей, был местным святым, почитание которого не выходило за пределы родного монастыря). Традиция описывает Туотило как универсального человека — задолго до того, как это понятие сформировалось в эпоху Возрождения.

## Биография

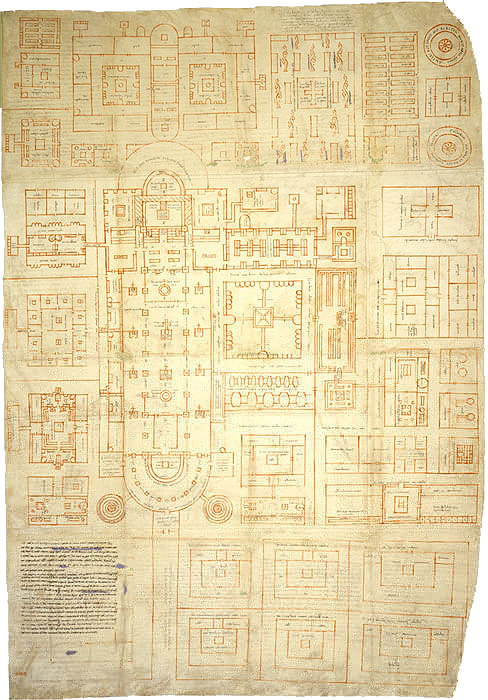
План монастыря Святого Галла, X век

Сведения о жизни и деятельности Туотило по большей части базируются на единственном источнике — хронике «Casus sancti Galli» Эккехарда, достоверность которого вызывает у ряда историков сомнения.
По одной версии, Туотило был родом из Ирландии; по другой — германского происхождения. Сообщается, что он был высоким и крепко сложенным мужчиной. Всегда весёлый и в хорошем расположении духа, он являлся в монастыре всеобщим любимцем. Образование он получил в юности в той же обители Святого Галла, где изучал музыку у Изо и Марцелла, преподавателей в монастырской школе. Согласно Эккехарду, Туотило был другом Ноткера Заики (Notker Balbulus), с которым вместе учился музыке.
В монастырских документах упоминаются его должности и почетные обязанности в монастырской братии (в восходящем порядке):
- Presbyter, 30 марта 895 года.
- Cellerarius, 2 июля 898 года.
- Sacratarius, 902 год.
- Hospitarius, 27 апреля 913 года.

Туотило был религиозным поэтом и композитором (сочинитель псалмов), архитектором , художником-миниатюристом, скульптором, механиком.
Туотило был хорошим оратором, обладал хорошо поставленным музыкальным голосом, был отличным резчиком по дереву и кости. Как и большинство монахов монастыря Святого Галла, он был умелым музыкантом-инструменталистом, современники отмечают его мастерство игры на арфе. Помимо этого, он преподавал музыку подросткам из аристократических семей. Современники отмечали, что он свободно владел древними языками и мог проповедовать как на латинском, так и на греческом языках. Его главными занятиями, однако, были музыка и живопись. Он сочинял песнопения, которым сам же аккомпанировал на арфе. Будучи весьма известным человеком своего времени, он часто по просьбе и с разрешения своего аббата ездил в отдаленные места. Одной из его знаменитых скульптур был образ Пресвятой Богородицы для собора в Меце, утверждали, что это подлинный шедевр. Современные искусствоведы приписывают Туотило сохранившийся до нашего времени оклад Evangelium Longum, который говорит о необычайном мастерстве своего создателя (резчика по слоновой кости). Он был математиком и астрономом-любителем, утверждали, что он создал «астролябию» или «планетарий», который показывал движение планет.
Похоронен был в часовне Святой Екатерины в Санкт-Галлене, которая впоследствии была в честь него переименована. Его праздник отмечается в католической церкви 28 марта.

## Исторические свидетельства

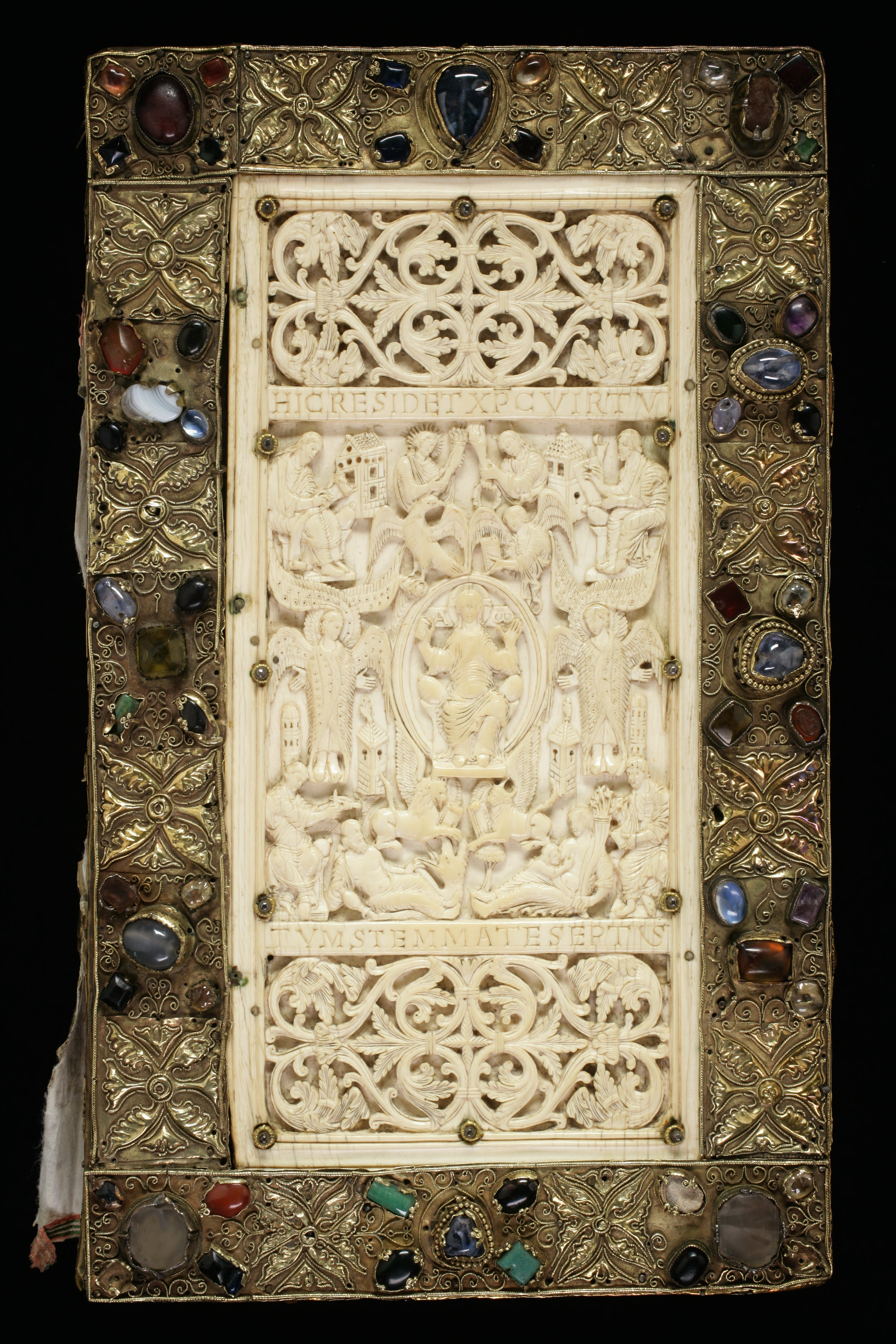
Вставка из слоновой кости в переплет Evangelium Longum, приписываемая Туотило.

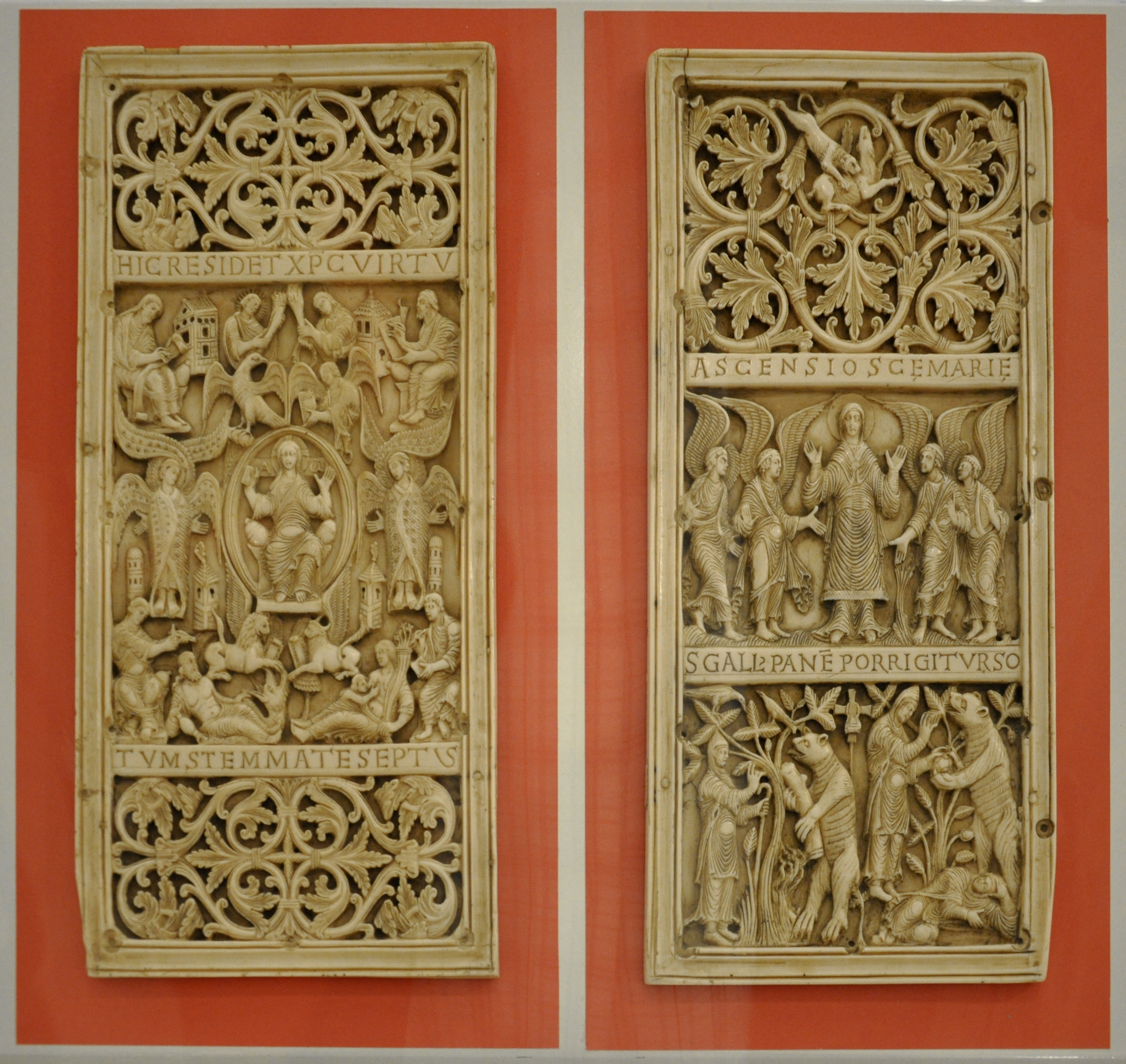
Ранняя копия диптиха Туотило из слоновой кости к Evangelium longum, хранится в Lapidarium St. Gallen.

Автор истории монастыря Святого Галла Эккехард IV Санкт–Галленский подробно описывает личность Туотило, который производил неизгладимое впечатление на всех, кто его знал:

«Туотилон же был хорош и полезен совсем по-иному, человек, который мускулами и всеми членами тела был таким, каких Фабий рекомендовал выбирать атлетами. Он был красноречив, имел звучный голос, был искусен в резьбе и мастером в живописи; музыкант, как и его товарищи, он, однако, превосходил всех игрой на различных струнных инструментах; ведь он обучал даже сыновей сановников игре на струнных инструментах, в месте, установленном аббатом. Искусный предвещатель далекого и близкого, в зодчестве и других своих занятиях преуспевающий, умел он слагать стихи на обоих языках и к тому был одарен природой; и в серьезном, и в шутке столь изящен, что наш Карл как-то упрекнул того, кто человека с подобным дарованием сделал монахом. Но при всем том был он, что важней прочего, в обществе деятельным, в уединении склонным к слезам; наделенный даром слагать стихи и мелодии, он был целомудрен, как истинный ученик Марцелла, который перед женщинами опускал глаза».— Эккехард. История монастыря Св. Галла
Широко была известна в IX—X веках следующая легенда:
Когда Туотило работал в Меце над изображением Девы Марии, двое паломников пришли к нему, когда он вырезал статую Богородицы и попросили милостыню. Он сунул деньги в их руки, и когда они вышли из комнаты, где он работал, то сказали священнослужителю, который проходил мимо, «Боже, благослови! Что за  человек, который был так милостив к нам сегодня? А кто сестра его? Эта дама дивной красоты, которая вручила ему свои зубила и научила его, как их использовать?» Священнослужитель поразился их словам, он только что расстался с Туотило и не видел такую даму. Итак, он вернулся, и увидел, что они описали [саму Деву Марию, которую паломники приняли за сестру]. Впоследствии паломникам показывали надпись «Этот объект святой был высечен самой Святой Марией», которая была вырезана рядом с позолоченным венчиком, где Туотило оставил простую плоскую поверхность.
Он был склонен к весьма своеобразным проделкам, вызывавшим раздражение церковного руководства, но заставлявшим рядовых монахов уважать его за принципиальность и силу характера:

«Был у этих трех неразлучных [Ноткер, Туотило и еще один монах — Ратперт] обычай: в ночной перерыв между хвалебными песнопениями собираться, с разрешения аббата, в скриптории и проводить сравнение сочинений, которые для подобного часа более всего подходили. И вот Синдульф [монастырский доносчик, ненавидимый монахами], зная о часе и об их собеседованиях, однажды ночью тайком подкрался к застекленному окну, у которого сидел Туотилон, и, прижав ухо к стеклу, стал подслушивать, не удастся ли чего-нибудь подхватить, что бы он мог, извратив, передать епископу. Его заметил Туотилон, человек непреклонный и полагавшийся на силу своих мускулов, и сказал товарищам по-латыни, чтобы тот ничего не понял и мог оставаться скрытым: "Этот здесь и прижался ухом к окну. Ты, Ноткер, так как ты робок, вернись в церковь. Ты же, мой Ратперт, возьми плеть братьев, что висит в зале собраний, и подбеги с той стороны, потому что я, лишь только заслышу твои шаги, мгновенно распахну окно, схвачу его за волосы и, притянув с себе, буду крепко держать. А ты, душа моя, проникнись мужеством, будь твердым и накажи его плеткой изо всех сил, пусть бог покарает его!" Тот послушно вышел, ибо всегда был весьма строг к дисциплине, схватил плеть и, быстро подбежав, изо всех сил стал осыпать ударами спину человека, голова которого была втянута внутрь помещения. И вот Синдульф, отбиваясь руками и ногами, поймал вскинутую плеть и крепко зажал её, но Ратперт, схватив замеченную поблизости розгу, стал наносить ему сильнейшие удары. А этот, после того как уже жестоко был наказан и напрасно молил о пощаде, сказал: "Я вынужден звать на помощь", — и завопил во весь голос.»— Эккехард. История монастыря Св. Галла

## Музыкально-поэтическое творчество
Туотило Санкт-Галленскому приписывают (Э. Г. Рюш) сочинение нескольких тропов, в том числе: «Quoniam Dominus Jesus», «Omnipotens genitor», «Gaudete et cantate». Эккехард приписывал ему ещё ряд распевов, в том числе тропы «Omnium virtutum gemmis» и «Hodie cantandus est»; фрагмент хроники, содержащий «музыкально-поэтические» атрибуции Туотило, вероятно, испорчен, поскольку описывает литургическое использование этих пьес явно неправильно. Поздняя (XVI века) атрибуция Туотило в рукописи CH-SGs 456 тропированного Kyrie «Cunctipotens genitor» неверна.